# Catalina (Vorname)
Catalina ist ein weiblicher Vorname.

## Herkunft, Bedeutung und Verbreitung
Catalina ist eine spanische sowie katalanische Variante des Namens Katharina (siehe dort zur Bedeutung und Herkunft). Verbreitet ist der Name entsprechend in Spanien sowie im lateinamerikanischen Raum. Gelegentlich wird der Name auch Katalina geschrieben.
Eher selten ist die männliche Form Catalino.
Eine ebenfalls romanischsprachige Variante sind die rumänischen Vornamen Cătălina und Cătălin, Details und Namensträger siehe dort.

## Namensträgerinnen
Im spanischen Raum als Catalina bekannte Adelige und Heilige sind im deutschsprachigen Raum meist unter dem deutschen Rufnamen Katharina bekannt (siehe darum dort), dazu gehören auch:
- Catalina de Aragón y Castilla y Trastámara (1485–1536), siehe Katharina von Aragón
- Catalina de Austria y Trastámara (1507–1578), siehe Katharina von Kastilien
- Catalina Micaela de Austria y Valois (1567–1597), siehe Katharina Michaela von Spanien

### Moderne Namensträgerinnen
- Catalina Castaño (* 1979), kolumbianische Tennisspielerin
- Catalina Cruz (* 1979), US-amerikanische Pornodarstellerin
- Catalina Denis (* 1985), kolumbianische Schauspielerin und Model
- Catalina de Erauso (1585/1592–1650), baskischer frühneuzeitlicher Transmann (verschiedene Männernamen)
- Catalina Homar (1868–1905), Geliebte des Erzherzogs von Österreich Ludwig Salvator von Österreich-Toskana
- Catalina Kirner (* 1979), deutsche Film- und Theaterschauspielerin
- Catalina Molina (* 1984), österreichisch-argentinische Filmregisseurin und Drehbuchautorin
- Catalina Ossa (* 1997), chilenische Leichtathletin
- Catalina Peláez (* 1991), kolumbianische Squashspielerin
- Catalina Pérez Jaramillo (* 1994), kolumbianisch-amerikanische Fußballtorhüterin
- Catalina Pol (* 1981), spanische Beachvolleyballspielerin
- Catalina Saavedra (* 1968), chilenische Schauspielerin
- Catalina Sandino Moreno (* 1981), kolumbianische Schauspielerin
- Catalina Soto (* 2001), chilenische Radsportlerin
- Catalina Thomás (1531–1574), Heilige der katholischen Kirche
- Catalina Vasquez Villalpando (* 1940), US-amerikanische Regierungsbeamtin
- Katalina Verdin (* 1975), mexikanisches Fotomodell

### Männliche Form: Catalino
- Catalino Claudio Giménez Medina (* 1940), Bischof von Caacupé in Paraguay
- Pedro Catalino Pedrucci Valerio (* 1961), uruguayischer Fußballspieler
- Catalino Rivarola (* 1965), paraguayischer Fußballspieler